# Републикански път III-554
Републикански път IIІ-554 е третокласен път, част от Републиканската пътна мрежа на България, преминаващ по територията на области Сливен, Стара Загора и Хасково. Дължината му е 70,7 км.
Пътят се отклонява надясно при 92,7 км на Републикански път II-55 в южната част на град Нова Загора и се насочва в юг през източната част на Горнотракийската низина, надолу покрай левия бряг на река Блатница (ляв приток на Сазлийка). Минава през селата Езеро, Дядово, Богданово и Любенова махала и навлиза в Старозагорска област, като достига до центъра на град Раднево. След това пътят продължава на юг покрай левия бряг на река Сазлийка, минава през селата Бели бряг и Любеново, при ТЕЦ Марица-Изток-1 завива на запад, минава по преградната стена на язовир „Розов кладенец“, пресича река Сазлийка и достига до центъра на град Гълъбово. Оттук Републикански път IIІ-554 отново продължава на юг, но вече покрай десния бряг на Сазлийка, навлиза в Хасковска област, минава през селата Пясъчево и Калугерово и достига до град Симеоновград. В центъра на града пресича река Марица, преминава през квартал „Злати дол“ на Симеоновград и северно от град Харманли се свързва с Републикански път I-8 при неговия 331,4 км.
| Пътища, отклоняващи се надясно (населено място, № на пътя, посока на пътя)                 | Км   | Пътища, отклоняващи се наляво (посока на пътя, № на пътя, населено място) |
| ------------------------------------------------------------------------------------------ | ---- | ------------------------------------------------------------------------- |
| Община Нова Загора, Област Сливен, II-55, 92,7 км, гр. Нова Загора →                       | 0,0  | → гр. Нова Загора, 92,7 км, II-55, Област Сливен, Община Нова Загора      |
| с. Езеро                                                                                   | 1,7  | с. Езеро                                                                  |
| автомагистрала „Тракия“, 240 км →                                                          | 4,1  | → 240 км, автомагистрала „Тракия“                                         |
| с. Дядово                                                                                  | 5,3  | с. Дядово                                                                 |
| с. Богданово                                                                               | 9,5  | с. Богданово                                                              |
| (за с. Любенец) общински път ←                                                             | 12,5 |                                                                           |
| (за с. Любенец) общински път, с. Любенова махала ←                                         | 16   | с. Любенова махала                                                        |
| Община Раднево, Област Стара Загора                                                        | 20,6 | Област Стара Загора, Община Раднево                                       |
| (от гр. Стара Загора) II-55, 27,1 км, гр. Раднево →                                        | 23,7 | → гр. Раднево 27,1 км, II-55 (до с. Новоселец)                            |
| (за с. Знаменосец) общински път, гр. Раднево ←                                             | 25,4 | гр. Раднево                                                               |
| (за с. Рисиманово) общински път, с. Бели бряг ←                                            | 28,9 | с. Бели бряг                                                              |
|                                                                                            | 31,7 | → общински път (за с. Трояново)                                           |
| (за с. Константиновец) общински път, с. Любеново ←                                         | 34,2 | с. Любеново                                                               |
| Община Гълъбово                                                                            | 36,4 | Община Гълъбово                                                           |
| гр. Гълъбово                                                                               | 39,9 | ← гр. Гълъбово, 16,8 км III-5504 (от с. Мъдрец)                           |
| (за с. Априлово) общински път, гр. Гълъбово ←                                              | 43,2 | гр. Гълъбово                                                              |
| (от с. Опан) III-5031, 17 км, гр. Гълъбово → (за с. Мусачево) общински път, гр. Гълъбово ← | 44,5 | гр. Гълъбово гр. Гълъбово                                                 |
| Община Симеоновград, Област Хасково                                                        | 45,2 | Област Хасково, Община Симеоновград                                       |
| с. Пясъчево                                                                                | 47,9 | с. Пясъчево                                                               |
| с. Калугерово                                                                              | 50,2 | → с. Калугерово, общински път (за с. Навъсен)                             |
|                                                                                            | 54,9 | ← 14,4 км III-7604 (от 53,3 км на II-76)                                  |
| (от гр. Чирпан) III-663, 57,3 км, гр. Симеоновград →                                       | 58,2 | гр. Симеоновград                                                          |
| (от 304,5 км на I-8) III-8007, 24,7 км, гр. Симеоновград →                                 | 58,5 | гр. Симеоновград                                                          |
| Община Харманли                                                                            | 64,6 | Община Харманли                                                           |
|                                                                                            | 66,1 | → общински път (за с. Преславец)                                          |
| автомагистрала „Марица“, 68 км →                                                           | 68,4 | → 68 км, автомагистрала „Марица“                                          |
| (от ГКПП Калотина) I-8, 331,4 км →                                                         | 70,7 | → 331,4 км, I-8 (до ГКПП Капитан Андреево - Капъкуле)                     |